# Xosé Filgueira Valverde
Xosé Fernando Filgueira Valverde, ou José Filgueira Valverde né le 28 octobre 1906 et mort le 13 septembre 1996 à Pontevedra (Espagne) , était un écrivain, intellectuel, chercheur, érudit et critique en langue galicienne et en espagnol. Il était connu sous le nom de "O vello profesor" ("Le vieux professeur") par les intellectuels galiciens.

## Biographie
En 1922, il entame une licence en philosophie et en lettres à l'université de Saint-Jacques-de-Compostelle, qu'il termine en 1927, dans la section des sciences historiques, à l'université de Saragosse. Un an plus tard, en 1928, il termine ses études de droit à Saint-Jacques-de-Compostelle avec les félicitations du jury. Il a soutenu sa thèse de doctorat, avec mention Très Bien, à l'Université centrale de Madrid, sur la Cantiga CIII d'Alphonse X le Sage.
En 1928, il commence sa carrière d'enseignant en tant qu'assistant contractuel dans la section des lettres du lycée de Pontevedra. En 1935, il obtient l'agrégation de langue et de littérature espagnoles au lycée Jaime Balmes de Barcelone, d'où il part pour Melilla et Lugo, où il reste jusqu'en 1939. En 1939, il rejoint le lycée de Pontevedra, où il est nommé directeur, d'abord à titre provisoire en 1944, puis définitivement en 1946, poste qu'il occupera jusqu'à sa retraite en 1976.

## Activité culturelle et politique
Xosé Filgueira Valverde a cofondé le Seminaire d'Études Galiciennes, avec Fermín Bouza Brey et Lois Tobío Fernández, et a été directeur de l'Institut Padre Sarmiento d'Études Galiciennes et du Musée de Pontevedra. Il a été le président du Conseil de la Culture Galicienne entre 1991 et 1996 et a été membre de l'Académie royale de Galice. Profondément intéressé par la culture humaniste, Filgueira Valverde a réalisé un travail vaste et informatif à une époque où cette fonction était inexistante ou non remplie par les institutions.
Xosé Filgueira Valverde a été maire de Pontevedra entre 1959 et 1968. Il a également été conseiller de la culture de la Xunta de Galice entre 1982 et 1983 et chroniqueur de la province de Pontevedra entre 1940 et 1996.
L'Académie royale galicienne a décidé de dédier la Journée des lettres galiciennes de 2015 à Filgueira Valverde pour son travail en faveur de la langue et de la culture galiciennes. Il s'agit d'une personnalité qui suscite la controverse et qui a pourtant joué un rôle fondamental dans la transmission de la culture et de la littérature galiciennes du XXe siècle.